# Staatliche Ingenieur-Hochschule Saporischschja
Die Staatliche Ingenieur-Hochschule Saporischschja (ukrainisch: Запорізька державна інженерна академія; englisch: Zaporizhia State Engineering Academy, ZDIA) ist eine technische Hochschule  am Sobornyj-Prospekt Nr. 226 in Saporischschja. Die Ausbildungsstätte für Ingenieure wurde 1959 gegründet und unterrichtet heute rund 14.000 Studenten.